# Eupompha schwarzi
Eupompha schwarzi är en skalbaggsart som beskrevs av Wellman 1909. Eupompha schwarzi ingår i släktet Eupompha och familjen oljebaggar. Inga underarter finns listade i Catalogue of Life.